# Прато Лонаро I (Л'Аквила)
Прато Лонаро I (итал. Prato Lonaro I) је насеље у Италији у округу Л'Аквила, региону Абруцо.
Према процени из 2011. у насељу је живело 10 становника. Насеље се налази на надморској висини од 1145 м.